# Rudolf Zehetgruber
Rudolf Zehetgruber (* 16. September 1926 in Wien; † 2. Juli 2023) war ein österreichischer Schauspieler, Regisseur, Drehbuchautor und Filmproduzent.

## Leben
Zehetgruber war in den 1950er Jahren als Aufnahmeleiter und Regieassistent unter anderem an den Sissi-Filmen beteiligt. Daneben produzierte er einige Kurz-Dokumentarfilme.
In den 1960er Jahren inszenierte er selbst Kriminal- und Agentenfilme sowie den Western Frauen, die durch die Hölle gehen. Bekannt wurde er schließlich durch die Anfang der 1970er Jahre von seiner Barbara-Film produzierten Dudu-Filmkomödien über einen gelben Wunder-VW-Käfer, in denen er die Rolle des Jimmy Bondi spielte und auch Regie führte. Stets an seiner Seite war seine Frau Barbara, die unter dem Pseudonym Kathrin Oginski in allen Dudu-Filmen die weibliche Hauptrolle übernahm.
Zehetgruber benutzte als Schauspieler meist Pseudonyme wie Rolf Gruber, Richard Lynn, David Mark, Robert Mark, Rudolf Rittberg und Rolf Zehett.
Viele Jahre hatte er sich aus der Öffentlichkeit zurückgezogen. Im Rahmen seines 95. Geburtstags im Jahr 2021, zwei Jahre vor seinem Tod, hatte er seinen Fans eine Videobotschaft hinterlassen.

## Filmografie als Regisseur
- 1960: Das Dorf ohne Moral (auch Co-Drehbuch)
- 1963: Die schwarze Kobra (auch Co-Drehbuch)
- 1963: Die Nylonschlinge
- 1963: Piccadilly null Uhr zwölf (auch Drehbuch)
- 1964: Das Wirtshaus von Dartmoor (auch Co-Drehbuch)
- 1964: Das Geheimnis der chinesischen Nelke (auch Drehbuch und Darsteller)
- 1965: Mädchen hinter Gittern (auch Drehbuch)
- 1966: Kommissar X – Drei gelbe Katzen (auch Drehbuch und Darsteller)
- 1966: Frauen, die durch die Hölle gehen (Las siete magníficas)
- 1967: Kommissar X – Drei grüne Hunde (auch Drehbuch und Darsteller)
- 1968: Ich spreng’ Euch alle in die Luft – Inspektor Blomfields Fall Nr. 1 (auch Co-Drehbuch und Co-Produktion)
- 1971: Ein Käfer geht aufs Ganze (auch Produktion und Darsteller)
- 1972: Ein Käfer gibt Vollgas (auch Drehbuch, Produktion und Darsteller)
- 1973: Ein Käfer auf Extratour (auch Drehbuch, Produktion und Darsteller)
- 1975: Das verrückteste Auto der Welt (auch Drehbuch, Produktion und Darsteller)
- 1978: Zwei tolle Käfer räumen auf (auch Co-Drehbuch, Produktion und Darsteller)
- 1985: Nessie – das verrückteste Monster der Welt (auch Drehbuch und Produktion)